# Galimuyod
Galimuyod (Bayan ng Galimuyod) är en kommun i Filippinerna. Kommunen ligger på ön Luzon, och tillhör provinsen Södra Ilocos. Folkmängden uppgår till 8 879 invånare.

## Barangayer
Galimuyod är indelat i 24 barangayer.
| - Abaya - Baracbac - Bidbiday - Bitong - Borobor - Calimugtong - Calongbuyan - Calumbaya - Daldagan - Kilang - Legaspi - Mabayag | - Matanubong - Nagsingcaoan - Oaig-Daya - Pagangpang - Patac - Poblacion - Rubio - Sabangan-Bato - Sacaang - San Vicente - Sapang |